# Racquel Darrian
Racquel Darrian (ur. 21 lipca 1968 w Hutchinson) – amerykańska aktorka pornograficzna pochodzenia hiszpańskiego. Występowała także jako Kelly Jackson, Raquel Corben, Raquel Darian, Raquel Darrian i Rachel Davon.

## Życiorys
Urodziła się w Hutchinson w stanie Kansas. Była cheerleaderką Atlanta Hawks. Często kibicowała też National Basketball Association – Los Angeles Lakers i Los Angeles Clippers.
Karierę zaczynała jako modelka, która pozowała do sesji zdjęciowych o tematyce lesbijskiej. Potem trafiła przed kamery i początkowo występowała tylko w scenach z kobietami, Love in the Great Outdoors: Racquel Darrian (1995) z Tracey Adams.
W październiku 1990 pod pseudonimem Kelly Jackson została ulubienicą miesiąca magazynu „Penthouse”. Pojawiła się też w obrazie Strippers magazynu „Playboy” (1996) oraz „Hustler”, „Cheri” i była 20 razy na okładce „Velvet” rekord 20 razy.
Od roku 1989 w filmach brała udział w scenach heteroseksualnych ze swoim partnerem Derrickiem Lane, w tym Dziewczyny Charliego 3 (Charlie's Girls 3 (1990) w reż. Rona Jeremy czy Bonnie i Clyde (Bonnie and Clyde: Outlaws of Love, 1992) w reż. Paula Thomasa.
W 1994 roku wyszła za mąż za Derricka Lane. W lipcu 1997 urodziła córkę Brooke. Podpisała umowę na wyłączność z Vivid Video. Ostatecznie zmęczona nieustanną współpracą z Lane, nalegała na współpracę z innymi mężczyznami. W produkcji Vivid Cloud 9 (1995) w reżyserii swojego męża wystąpiła w scenie seksu ze Stevenem St. Croixem. Darrian rozwiodła się z Derrickiem Lane w 2000 roku. Spotykała się z aktorem porno Mickyem Rayem.

## Nagrody i nominacje
| Rok  | Nagroda   | Kategoria                | Film                                                                         | Rezultat  |
| ---- | --------- | ------------------------ | ---------------------------------------------------------------------------- | --------- |
| 1993 | AVN Award | Najlepsza złośnica       | Bonnie and Clyde (1992)                                                      | Nominacja |
| 1995 | AVN Award | Najlepsza aktorka – film | The Secrets of Bonnie and Clyde (1994), The Revenge of Bonnie & Clyde (1994) | Nominacja |
| 2000 | AVN Award | Najlepsza aktorka – film | Original Sin (1998)                                                          | Nominacja |
| 2002 | AVN Award | Hall of Fame             | –                                                                            | Wygrana   |